# Bicyclus carola
Bicyclus carola är en fjärilsart som beskrevs av D'abrera 1980. Bicyclus carola ingår i släktet Bicyclus och familjen praktfjärilar. Inga underarter finns listade i Catalogue of Life.